# Audi 225
De Audi Front 225 is een personenauto uit de hogere middenklasse die van 1935 tot 1938 geproduceerd werd door het Duitse automerk Audi, als dochteronderneming van Auto-Union. De 225 was de opvolger van de Audi Front Type UW. De wagen werd in 1935 voorgesteld op de IAA in Berlijn als vierdeurs sedan en tweedeurs cabriolet.
De Audi Front 225 werd aangedreven door de 2,3-liter zes-in-lijnmotor uit de Wanderer W 245. Deze motor ontwikkelde aanvankelijk 50 pk, in 1937 werd het motorvermogen opgetrokken tot 55 pk. De motor was gebaseerd op de 2,0L zes-in-lijnmotor, die door Ferdinand Porsche in 1931 ontworpen was voor de Wanderer W 22, en vergroot werd tot 2,3L.  Het motorvermogen werd overgebracht op de voorwielen via een manuele vierversnellingsbak met gesynchroniseerde derde en vierde versnelling en met versnellingspook aan het dashboard.
Wegens capaciteitsredenen werd de Audi Front 225 sedan net als zijn voorganger in de Horch-fabriek in Zwickau geproduceerd. De cabriolet werd door Gläser in Dresden gebouwd op basis van het uit Zwickau geleverde chassis.
Als blikvanger werd in 1935 op de IAA in Berlijn ook een tweedeurs roadster gepresenteerd. Gezien de hoge kostprijs van de roadster bleef het echter bij twee prototypes, die beide verloren zijn gegaan. Naar aanleiding van het honderdjarig bestaan van Audi in 2009 heeft Audi een replica van de 225 roadster laten bouwen door Zinke in Zwönitz op basis van fotomateriaal en een origineel roadsterchassis. Deze replica was voor het eerst te zien in het Audi museum in Ingolstadt.

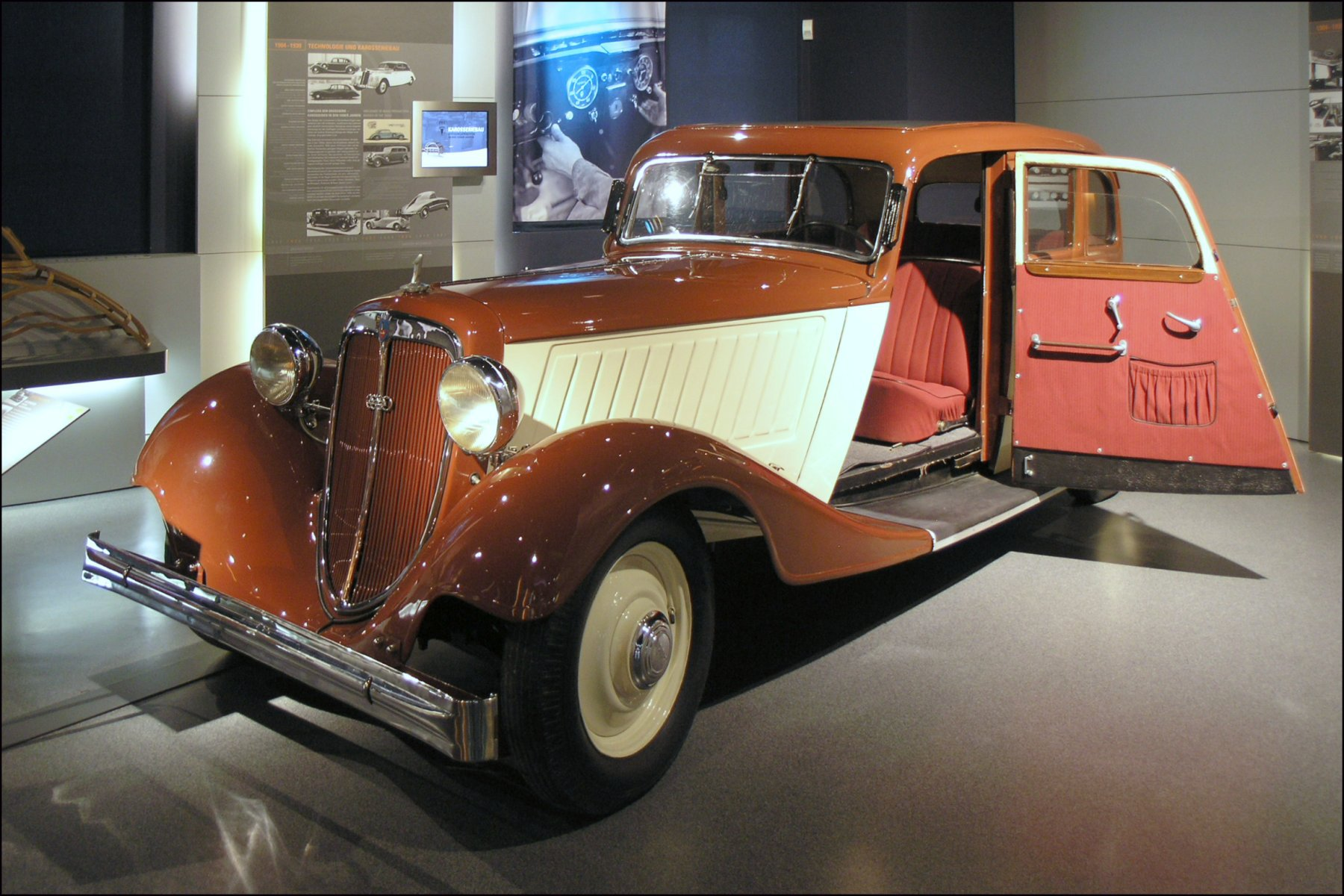
Audi 225 sedan
Audi 225 roadster

De Audi 225 werd in 1938 opgevolgd door de Audi 920 met achterwielaandrijving. De 920 werd oorspronkelijk ontworpen als een Horch-model, maar op het laatste moment werd beslist om deze wagen onder de merknaam Audi te verkopen. Daarom is de aanduiding van de achterwielaangedreven 920 als vervanger van de voorwielaangedreven 225 nogal omstreden.